# VM i ishockey 2006
Verdensmesterskabet i ishockey 2006 var det 70. verdensmesterskab i ishockey gennem tiden. Mesterskabet blev afgjort i flere niveauer. Det egentlige verdensmesterskab (tidligere kaldt A-VM) med deltagelse af de 16 bedste hold blev spillet i Riga, Letland i perioden 5. – 21. maj 2006.
Mesterskabet blev vundet af de olympiske mestre fra Sverige efter finalesejr over de forsvarende verdensmestre fra Tjekkiet med 4-0. Det var Sveriges 8. VM-titel, mens tjekkerne dermed måtte indkassere det første finalenederlag i deres sjette VM-finale. Finland vandt bronzemedaljerne efter at have slået Canada 5-0 i bronzekampen. Danmark deltog i VM for fjerde gang i træk. Efter tre nederlag i den indledende gruppe måtte holdet igennem nedrykningsspillet, som imidlertid blev vundet, og dermed kvalificerede det danske landshold sig til VM 2007.
De 12 næstbedste hold spillede VM i 1. division (tidl. B-VM) i to grupper i hhv. Frankrig og Estland. 2. Division (tidl. C-VM) blev spillet i to grupper i hhv. Bulgarien og New Zealand, mens 3. division (tidl. D-VM) afvikledes i Island.

## VM
Det egentlige VM ("A-VM") blev spillet i Riga, Letland i perioden 5. – 21. maj 2006. To ishockeyhaller blev anvendt: den nyopførte Arena Riga (10.500 tilskuerpladser) og den noget ældre Skonto Arena (6.500 tilskuerpladser).
16 lande deltog i mesterskabet. Heraf havde de 14 hold kvalificeret sig ved at slutte som de 14 bedste ved VM i ishockey 2005. De sidste to lande, Norge og Italien, havde kvalificeret sig ved at vinde hver deres 1. divisionsgruppe ved VM 2005.

### Indledende runde
De 16 lande var ved lodtrækning blevet inddelt i fire grupper á fire hold. De tre bedste fra hver gruppe gik videre til mellemrunde, mens det dårligste hold fra hver gruppe fortsatte i nedrykningsspillet.
| Dato | Kamp                 | Res. | Perioder      |
| ---- | -------------------- | ---- | ------------- |
| 5.5. | Finland - Slovenien  | 5-3  | 1-2, 2-1, 2-0 |
| 5.5. | Letland - Tjekkiet   | 1-1  | 1-1, 0-0, 0-0 |
| 7.5. | Tjekkiet - Slovenien | 5-4  | 4-1, 1-2, 0-1 |
| 7.5. | Finland - Letland    | 5-0  | 0-0, 2-0, 3-0 |
| 9.5. | Slovenien - Letland  | 1-5  | 1-0, 0-4, 0-1 |
| 9.5. | Tjekkiet - Finland   | 3-3  | 2-1, 1-0, 0-2 |

| Gruppe A  | Kampe | Mål  | Point |
| --------- | ----- | ---- | ----- |
| Finland   | 3     | 13-6 | 5     |
| Tjekkiet  | 3     | 9-8  | 4     |
| Letland   | 3     | 6-7  | 3     |
| Slovenien | 3     | 8-15 | 0     |

| Dato  | Kamp              | Res. | Perioder      |
| ----- | ----------------- | ---- | ------------- |
| 6.5.  | Schweiz - Italien | 3-1  | 0-0, 0-1, 3-0 |
| 6.5.  | Ukraine - Sverige | 2-4  | 1-1, 1-2, 0-1 |
| 8.5.  | Schweiz - Ukraine | 2-1  | 2-0, 0-1, 0-0 |
| 8.5.  | Sverige - Italien | 4-0  | 2-0, 1-0, 1-0 |
| 10.5. | Italien - Ukraine | 2-4  | 0-1, 1-1, 1-2 |
| 10.5. | Sverige - Schweiz | 4-4  | 1-0, 0-1, 3-3 |

| Gruppe B | Kampe | Mål  | Point |
| -------- | ----- | ---- | ----- |
| Sverige  | 3     | 12-6 | 5     |
| Schweiz  | 3     | 9-6  | 5     |
| Ukraine  | 3     | 7-8  | 2     |
| Italien  | 3     | 3-11 | 0     |

| Dato  | Kamp                      | Res. | Perioder      |
| ----- | ------------------------- | ---- | ------------- |
| 6.5.  | Hviderusland - Slovakiet  | 2-1  | 0-0, 2-1, 0-0 |
| 6.5.  | Rusland - Kasakhstan      | 10-1 | 4-1, 4-0, 2-0 |
| 8.5.  | Rusland - Hviderusland    | 3-2  | 1-0, 0-2, 2-0 |
| 8.5.  | Slovakiet - Kasakhstan    | 6-0  | 0-0, 3-0, 3-0 |
| 10.5. | Slovakiet - Rusland       | 3-4  | 2-2, 1-1, 0-1 |
| 10.5. | Kasakhstan - Hviderusland | 1-7  | 1-1, 0-3, 0-3 |

| Gruppe C     | Kampe | Mål  | Point |
| ------------ | ----- | ---- | ----- |
| Rusland      | 3     | 17-6 | 6     |
| Hviderusland | 3     | 11-5 | 4     |
| Slovakiet    | 3     | 10-6 | 2     |
| Kasakhstan   | 3     | 2-23 | 0     |

| Dato | Kamp             | Res. | Perioder      |
| ---- | ---------------- | ---- | ------------- |
| 5.5. | USA - Norge      | 3-1  | 0-1, 1-0, 2-0 |
| 5.5. | Danmark - Canada | 3-5  | 0-3, 3-0, 0-2 |
| 7.5. | USA - Danmark    | 3-0  | 0-0, 2-0, 1-0 |
| 7.5. | Canada - Norge   | 7-1  | 3-0, 4-0, 0-1 |
| 9.5. | Norge - Danmark  | 6-3  | 1-2, 3-0, 2-1 |
| 9.5. | Canada - USA     | 2-1  | 0-1, 1-0, 1-0 |

| Gruppe D | Kampe | Mål  | Point |
| -------- | ----- | ---- | ----- |
| Canada   | 3     | 14-5 | 6     |
| USA      | 3     | 7-3  | 4     |
| Norge    | 3     | 8-13 | 2     |
| Danmark  | 3     | 6-14 | 0     |

### Mellemrunde
De tre bedste fra hver indledende gruppe gik videre til mellemrunden, hvor holdene fra gruppe A og D samledes i gruppe E, mens holdene fra gruppe B og C samledes i gruppe F. Resultaterne fra den indledende runde blev taget med til mellemrunden. De fire bedste hold i hver gruppe gik videre til kvartfinalerne.
| Dato  | Kamp              | Res. | Perioder      |
| ----- | ----------------- | ---- | ------------- |
| 11.5. | Canada - Letland  | 11-0 | 4-0, 1-0, 6-0 |
| 12.5. | Tjekkiet - Norge  | 3-1  | 0-1, 2-0, 1-0 |
| 12.5. | Finland - USA     | 4-0  | 1-0, 2-0, 1-0 |
| 13.5. | USA - Letland     | 4-2  | 0-0, 2-1, 2-1 |
| 14.5. | Norge - Finland   | 0-3  | 0-1, 0-1, 0-1 |
| 14.5. | Canada - Tjekkiet | 4-6  | 1-3, 2-1, 1-2 |
| 15.5. | Finland - Canada  | 2-4  | 1-2, 0-1, 1-1 |
| 16.5. | Tjekkiet - USA    | 1-3  | 0-2, 1-0, 0-1 |
| 16.5. | Letland - Norge   | 4-2  | 2-0, 1-1, 1-1 |

| Gruppe E | Kampe | Mål   | Point |
| -------- | ----- | ----- | ----- |
| Canada   | 5     | 28-10 | 8     |
| Finland  | 5     | 17-7  | 7     |
| USA      | 6     | 11-10 | 6     |
| Tjekkiet | 5     | 14-12 | 6     |
| Letland  | 5     | 7-23  | 3     |
| Norge    | 5     | 5-20  | 0     |

| Dato  | Kamp                   | Res. | Perioder      |
| ----- | ---------------------- | ---- | ------------- |
| 11.5. | Rusland - Ukraine      | 6-0  | 1-0, 0-0, 5-0 |
| 12.5. | Schweiz - Slovakiet    | 2-2  | 0-1, 0-1, 2-0 |
| 12.5. | Sverige - Hviderusland | 4-1  | 4-0, 0-0, 0-1 |
| 13.5. | Hviderusland - Ukraine | 9-1  | 1-0, 3-1, 5-0 |
| 14.5. | Rusland - Schweiz      | 6-3  | 1-0, 1-2, 4-1 |
| 14.5. | Slovakiet - Sverige    | 5-2  | 2-0, 2-2, 1-0 |
| 15.5. | Sverige - Rusland      | 3-3  | 1-2, 2-0, 0-1 |
| 16.5. | Schweiz - Hviderusland | 1-2  | 0-1, 0-1, 1-0 |
| 16.5. | Ukraine - Slovakiet    | 0-8  | 0-1, 0-4, 0-3 |

| Gruppe F     | Kampe | Mål   | Point |
| ------------ | ----- | ----- | ----- |
| Rusland      | 5     | 22-11 | 9     |
| Sverige      | 5     | 17-15 | 6     |
| Hviderusland | 5     | 16-10 | 6     |
| Slovakiet    | 5     | 19-10 | 5     |
| Schweiz      | 5     | 12-15 | 4     |
| Ukraine      | 5     | 4-29  | 0     |

### Slutspil
| Dato         | Kamp                   | Res. | Perioder           |
| ------------ | ---------------------- | ---- | ------------------ |
| Kvartfinaler |                        |      |                    |
| 17.5.        | Sverige - USA          | 6-0  | 2-0, 2-0, 2-0      |
| 17.5.        | Canada - Slovakiet     | 4-1  | 0-1, 1-0, 3-0      |
| 18.5.        | Rusland - Tjekkiet     | 3-4  | 1-0, 0-1, 2-2, 0-1 |
| 18.5.        | Finland - Hviderusland | 3-0  | 1-0, 0-0, 2-0      |
| Semifinaler  |                        |      |                    |
| 20.5.        | Finland - Tjekkiet     | 1-3  | 1-0, 0-1, 0-2      |
| 20.5.        | Canada - Sverige       | 4-5  | 2-3, 1-2, 1-0      |
| Bronzekamp   |                        |      |                    |
| 21.5.        | Canada - Finland       | 0-5  | 0-1, 0-2, 0-2      |
| Finale       |                        |      |                    |
| 21.5.        | Sverige - Tjekkiet     | 4-0  | 2-0, 2-0, 0-0      |

### Danmarks trup
| Pos. | Nr. | Spiller               | Hold                      |
| ---- | --- | --------------------- | ------------------------- |
| M    | 1   | Patrick Galbraith     | SønderjyskE Ishockey      |
| M    | 30  | Michael Madsen        | Herlev Hornets            |
| M    | 31  | Peter Hirsch          | Nordsjælland Cobras       |
| B    | 2   | Rasmus Pander         | Odense Bulldogs           |
| B    | 4   | Mads Bødker           | Rødovre Mighty Bulls      |
| B    | 5   | Daniel Nielsen        | Herning Blue Fox          |
| B    | 7   | Jesper Damgaard       | MODO Hockey               |
| B    | 20  | Christian Schioldan   | Frederikshavn White Hawks |
| B    | 25  | Andreas Andreasen     | EfB Ishockey              |
| B    | 26  | Morten Dahlmann       | Nordsjælland Cobras       |
| B    | 47  | Thomas Johnsen        | Nordsjælland Cobras       |
| F    | 9   | Kasper Degn           | Nordsjælland Cobras       |
| F    | 10  | Bo Nordby Andersen    | AaB Ishockey              |
| F    | 11  | Michael Smidt         | Rødovre Mighty Bulls      |
| F    | 12  | Peter Regin           | Timrå IK                  |
| F    | 13  | Morten Green          | MODO Hockey               |
| F    | 15  | Frans Nielsen         | Timrå IK                  |
| F    | 16  | Christoffer Kjærgaard | Herning Blue Fox          |
| F    | 17  | Jannik Hansen         | Portland Winter Hawks     |
| F    | 18  | Thomas Reinert        | Frederikshavn White Hawks |
| F    | 19  | Kim Staal             | Malmö Redhawks            |
| F    | 27  | Jens Nielsen          | AaB Ishockey              |
| F    | 29  | Morten Madsen         | Frölunda HC               |
| F    | 39  | Martin Pyndt          | Rødovre Mighty Bulls      |

### Medaljevindere
| Guld | Sølv | Bronze |
| --- | --- | --- |
| Sverige | Tjekkiet | Finland |
| Johan Holmqvist Daniel Henriksson Stefan Liv Mattias Timander Magnus Johansson Niklas Kronwall Tony Mårtensson Jesper Mattsson Jonas Nordquist Mathias Johansson Per Hallberg Nicklas Bäckström Joel Lundqvist Ronnie Sundin Andreas Karlsson Andreas Holmqvist Kenny Jönsson Björn Melin Fredrik Emvall Mikael Samuelsson Johan Franzen Henrik Zetterberg Mika Hannula Jörgen Jönsson Michael Nylander | Milan Hnilicka Adam Svoboda Tomas Popperle Lukas Krajicek Zbynek Michalek Martin Richter David Vyborny Petr Hubacek Tomas Plekanec Tomas Kaberle Jaroslav Hlinka Zbynek Irgl Jaroslav Bednar Jan Hlavac Jan Hejda Jan Bulis Jaroslav Balastik Martin Skoula Miroslav Blatak Ivo Prorok Tomas Rolinek Petr Tenkrat Patrik Stefan Zdenak Kutlak Martin Erat | Antero Niittymäki Fredrik Norrena Niklas Bäckström Petteri Nummelin Lasse Kukkonen Pekka Saravo Aki-Petteri Berg Mikko Luoma Sean Bergenheim Olli Jokinen Tuomo Ruutu Ville Peltonen Tuukka Mantyla Antti Miettinen Mikko Koivu Tommi Santala Riku Hahl Jari Viuhkola Jukka Hentunen Jani Rita Mikko Lehtonen Jussi Jokinen Jarkko Ruutu Esa Pirnes Tomi Kallio |

### Nedrykningsspil
De fire hold, der sluttede på sidstepladsen i de fire indledende grupper, spillede nedrykningsspil. De to bedste hold, Danmark og Italien, kvalificerede sig til næste VM, mens de to dårligste, Kasakhstan og Slovenien, "rykkede ned" i 1. division.
Gruppe G
| Dato  | Kamp                   | Res. | Perioder      |
| ----- | ---------------------- | ---- | ------------- |
| 12.5. | Slovenien - Danmark    | 3-3  | 0-2, 1-1, 2-0 |
| 12.5. | Italien - Kasakhstan   | 3-2  | 1-0, 0-2, 2-0 |
| 13.5. | Kasakhstan - Slovenien | 5-0  | 2-0, 3-0, 0-0 |
| 13.5. | Italien - Danmark      | 0-5  | 0-1, 0-1, 0-3 |
| 15.5. | Slovenien - Italien    | 3-3  | 1-0, 2-1, 0-2 |
| 15.5. | Danmark - Kasakhstan   | 3-2  | 1-0, 1-1, 1-1 |

| Gruppe G   | Kampe | Mål  | Point |
| ---------- | ----- | ---- | ----- |
| Danmark    | 3     | 11-5 | 5     |
| Italien    | 3     | 6-10 | 3     |
| Kasakhstan | 3     | 9-6  | 2     |
| Slovenien  | 3     | 6-11 | 2     |

## 1. division
De 12 næstbedste hold spillede om verdensmesterskabet i 1. division (B-VM). Holdene var inddelt i to grupper, der spillede alle-mod-alle, og de to gruppevindere kvalificerede sig til næste års A-VM. De to hold, der sluttede på sidstepladsen i hver gruppe, rykkede ned i 2. division.
Gruppe A blev spillet i Amiens, Frankrig, mens gruppe B blev afviklet i Tallinn, Estland.
| Dato  | Kamp                      | Res. | Perioder      |
| ----- | ------------------------- | ---- | ------------- |
| 24.4. | Israel - Tyskland         | 2-11 | 0-6, 0-3, 2-2 |
| 24.4. | Storbritannien - Ungarn   | 3-4  | 0-1, 1-1, 2-2 |
| 24.4. | Japan - Frankrig          | 1-4  | 0-2, 1-2, 0-0 |
| 25.4. | Tyskland - Japan          | 4-0  | 1-0, 1-0, 2-0 |
| 25.4. | Frankrig - Storbritannien | 1-0  | 0-0, 0-0, 1-0 |
| 26.4. | Ungarn - Israel           | 8-0  | 3-0, 3-0, 2-0 |
| 27.4. | Israel - Japan            | 1-7  | 0-1, 1-3, 0-3 |
| 27.4. | Tyskland - Storbritannien | 8-0  | 4-0, 1-0, 3-0 |
| 27.4. | Frankrig - Ungarn         | 3-3  | 1-1, 2-1, 0-1 |
| 29.4. | Japan - Storbritannien    | 4-2  | 1-2, 1-0, 2-0 |
| 29.4. | Frankrig - Israel         | 9-0  | 3-0, 2-0, 4-0 |
| 29.4. | Ungarn - Tyskland         | 2-6  | 1-0, 1-2, 0-4 |
| 30.4. | Storbritannien - Israel   | 12-0 | 2-0, 4-0, 6-0 |
| 30.4. | Ungarn - Japan            | 3-6  | 1-1, 1-3, 1-2 |
| 30.4. | Tyskland - Frankrig       | 5-0  | 2-0, 3-0, 0-0 |

| Gruppe A       | Kampe | Mål   | Point |
| -------------- | ----- | ----- | ----- |
| Tyskland       | 5     | 34-4  | 10    |
| Frankrig       | 5     | 17-9  | 7     |
| Japan          | 5     | 18-14 | 6     |
| Ungarn         | 5     | 20-18 | 5     |
| Storbritannien | 5     | 17-17 | 2     |
| Israel         | 5     | 3-47  | 0     |

| Dato  | Kamp               | Res. | Perioder      |
| ----- | ------------------ | ---- | ------------- |
| 23.4. | Litauen - Holland  | 3-3  | 2-0, 0-1, 1-2 |
| 23.4. | Estland - Polen    | 1-3  | 0-2, 1-1, 0-0 |
| 23.4. | Kroatien - Østrig  | 0-6  | 0-1, 0-4, 0-1 |
| 24.4. | Polen - Litauen    | 1-2  | 1-0, 0-0, 0-2 |
| 24.4. | Holland - Kroatien | 5-1  | 1-0, 2-0, 2-1 |
| 24.4. | Østrig - Estland   | 3-1  | 0-1, 2-0, 1-0 |
| 26.4. | Østrig - Litauen   | 5-3  | 1-1, 2-2, 2-0 |
| 26.4. | Polen - Holland    | 5-1  | 2-0, 1-0, 2-1 |
| 26.4. | Kroatien - Estland | 6-8  | 2-3, 2-4, 2-1 |
| 28.4. | Polen - Kroatien   | 7-1  | 1-0, 2-1, 4-0 |
| 28.4. | Holland - Østrig   | 2-8  | 1-2, 1-3, 0-3 |
| 28.4. | Estland - Litauen  | 2-7  | 0-4, 1-2, 1-1 |
| 29.4. | Østrig - Polen     | 5-3  | 3-1, 0-1, 2-1 |
| 29.4. | Litauen - Kroatien | 9-3  | 5-2, 1-0, 3-1 |
| 29.4. | Holland - Estland  | 2-7  | 0-2, 0-1, 2-4 |

| Gruppe B | Kampe | Mål   | Point |
| -------- | ----- | ----- | ----- |
| Østrig   | 5     | 27-9  | 10    |
| Litauen  | 5     | 24-14 | 7     |
| Polen    | 5     | 19-10 | 6     |
| Estland  | 5     | 19-21 | 4     |
| Holland  | 5     | 13-24 | 3     |
| Kroatien | 5     | 11-35 | 0     |

Dermed kvalificerede Tyskland og Østrig sig til A-VM 2007, mens Israel og Kroatien rykkede ned i 2. division.

## 2. division
De 12 tredjebedste hold spillede om verdensmesterskabet i 2. division (C-VM). Holdene var inddelt i to grupper, der spillede alle-mod-alle, og de to gruppevindere kvalificerede sig til næste års VM i 1. division. De to hold, der sluttede på sidstepladsen i hver gruppe, rykkede ned i 3. division.
Gruppe A blev spillet i Sofia, Bulgarien, mens gruppe B blev afviklet i Auckland, New Zealand.
| Dato  | Kamp                        | Res. | Perioder      |
| ----- | --------------------------- | ---- | ------------- |
| 27.3. | Rumænien - Belgien          | 4-2  | 2-0, 2-0, 0-2 |
| 27.3. | Serbien & Mont. - Spanien   | 4-1  | 1-1, 2-0, 1-0 |
| 27.3. | Bulgarien - Sydafrika       | 14-1 | 5-0, 3-1, 6-0 |
| 28.3. | Belgien - Serbien & Mont.   | 2-2  | 0-0, 1-0, 1-2 |
| 28.3. | Sydafrika - Rumænien        | 3-19 | 0-5, 0-6, 3-8 |
| 28.3. | Spanien - Bulgarien         | 1-3  | 0-2, 1-1, 0-0 |
| 30.3. | Rumænien - Spanien          | 16-3 | 6-0, 5-0, 5-3 |
| 30.3. | Syafrika - Belgien          | 0-7  | 0-3, 0-1, 0-3 |
| 30.3. | Serbien & Mont. - Bulgarien | 2-4  | 0-1, 1-2, 1-1 |
| 1.4.  | Serbien & Mont. - Sydafrika | 14-5 | 3-1, 8-1, 3-3 |
| 1.4.  | Belgien - Spanien           | 4-0  | 2-0, 0-0, 2-0 |
| 1.4.  | Bulgarien - Rumænien        | 0-9  | 0-1, 0-1, 0-7 |
| 2.4.  | Spanien - Sydafrika         | 5-3  | 2-1, 2-0, 1-2 |
| 2.4.  | Rumænien - Serbien & Mont.  | 11-1 | 3-1, 3-0, 5-0 |
| 2.4.  | Bulgarien - Belgien         | 4-4  | 2-2, 1-1, 1-1 |

| Gruppe A             | Kampe | Mål   | Point |
| -------------------- | ----- | ----- | ----- |
| Rumænien             | 5     | 59-9  | 10    |
| Bulgarien            | 5     | 25-17 | 7     |
| Belgien              | 5     | 19-10 | 6     |
| Serbien & Montenegro | 5     | 23-23 | 5     |
| Spanien              | 5     | 10-30 | 2     |
| Sydafrika            | 5     | 12-59 | 0     |

| Dato | Kamp                     | Res. | Perioder      |
| ---- | ------------------------ | ---- | ------------- |
| 3.4. | Nordkorea - Australien   | 1-5  | 0-3, 0-1, 1-1 |
| 3.4. | Mexico - Kina            | 1-4  | 0-2, 1-2, 0-0 |
| 3.4. | New Zealand - Sydkorea   | 1-8  | 0-5, 1-1, 0-2 |
| 4.4. | Kina - Nordkorea         | 14-2 | 6-0, 4-1, 4-1 |
| 4.4. | Sydkorea - Mexico        | 15-2 | 5-0, 7-2, 3-0 |
| 4.4. | Australien - New Zealand | 6-2  | 1-0, 2-0, 3-2 |
| 6.4. | Australien - Sydkorea    | 2-4  | 0-3, 1-0, 1-1 |
| 6.4. | Mexico - Nordkorea       | 0-3  | 0-2, 0-0, 0-1 |
| 6.4. | Kina - New Zealand       | 5-0  | 1-0, 2-0, 2-0 |
| 7.4. | Australien - Mexico      | 9-2  | 2-0, 4-0, 3-2 |
| 7.4. | Sydkorea - Kina          | 3-6  | 1-0, 1-4, 1-2 |
| 7.4. | Nordkorea - New Zealand  | 3-0  | 0-0, 1-0, 2-0 |
| 9.4. | Sydkorea - Nordkorea     | 5-1  | 2-1, 2-0, 1-0 |
| 9.4. | Kina - Australien        | 5-5  | 2-2, 1-1, 2-2 |
| 9.4. | New Zealand - Mexico     | 3-4  | 0-2, 1-2, 2-0 |

| Gruppe B    | Kampe | Mål   | Point |
| ----------- | ----- | ----- | ----- |
| Kina        | 5     | 34-11 | 9     |
| Sydkorea    | 5     | 35-12 | 8     |
| Australien  | 5     | 27-14 | 7     |
| Nordkorea   | 5     | 10-24 | 4     |
| Mexico      | 5     | 9-34  | 2     |
| New Zealand | 5     | 6-26  | 0     |

Dermed kvalificerede Rumænien og Kina sig til VM i 1. division året efter, mens New Zealand og Sydafrika rykkede ned i 3. division.

## 3. division
VM i 3. division blev spillet i Reykjavik, Island. De to bedste hold rykkede op i 2. division.
| Dato  | Kamp                  | Res. | Perioder      |
| ----- | --------------------- | ---- | ------------- |
| 24.4. | Armenien - Tyrkiet    | 3-8  | 0-2, 2-4, 1-2 |
| 24.4. | Luxembourg - Island   | 2-5  | 0-0, 2-2, 0-3 |
| 25.4. | Irland - Armenien     | 0-6  | 0-3, 0-3, 0-0 |
| 26.4. | Tyrkiet - Luxembourg  | 8-2  | 1-0, 3-0, 4-2 |
| 26.4. | Island - Irland       | 8-0  | 0-0, 3-0, 5-0 |
| 27.4. | Armenien - Island     | 4-5  | 2-0, 0-2, 2-3 |
| 28.4. | Luxembourg - Armenien | 6-10 | 4-1, 1-8, 1-1 |
| 28.4. | Tyrkiet - Irland      | 2-2  | 1-0, 0-1, 1-1 |
| 29.4. | Irland - Luxembourg   | 3-1  | 2-0, 0-1, 1-0 |
| 29.4. | Island - Tyrkiet      | 9-0  | 1-0, 6-0, 2-0 |

| 3. division | Kampe | Mål   | Point |
| ----------- | ----- | ----- | ----- |
| Island      | 4     | 37-6  | 8     |
| Tyrkiet     | 4     | 18-16 | 5     |
| Armenien    | 4     | 23-19 | 4     |
| Irland      | 4     | 5-17  | 3     |
| Luxembourg  | 4     | 11-26 | 0     |

Dermed kvalificerede Island og Tyrkiet sig til det efterfølgende VM i 2. division (C-VM).

## Samlet rangering
| VM     | VM           |
| ------ | ------------ |
| Guld   | Sverige      |
| Sølv   | Tjekkiet     |
| Bronze | Finland      |
| 4.     | Canada       |
| 5.     | Rusland      |
| 6.     | Hviderusland |
| 7.     | USA          |
| 8.     | Slovakiet    |
| 9.     | Schweiz      |
| 10.    | Letland      |
| 11.    | Norge        |
| 12.    | Ukraine      |
| 13.    | Danmark      |
| 14.    | Italien      |
| 15.    | Kasakhstan   |
| 16.    | Slovenien    |

| 1. division | 1. division    |
| ----------- | -------------- |
| 17.         | Tyskland       |
| 18.         | Østrig         |
| 19.         | Litauen        |
| 20.         | Frankrig       |
| 21.         | Polen          |
| 22.         | Japan          |
| 23.         | Ungarn         |
| 24.         | Estland        |
| 25.         | Holland        |
| 26.         | Storbritannien |
| 27.         | Kroatien       |
| 28.         | Israel         |

| 2. division | 2. division     |
| ----------- | --------------- |
| 29.         | Rumænien        |
| 30.         | Kina            |
| 31.         | Sydkorea        |
| 32.         | Bulgarien       |
| 33.         | Australien      |
| 34.         | Belgien         |
| 35.         | Serbien & Mont. |
| 36.         | Nordkorea       |
| 37.         | Spanien         |
| 38.         | Mexico          |
| 39.         | New Zealand     |
| 40.         | Sydafrika       |

| 3. division | 3. division |
| ----------- | ----------- |
| 41.         | Island      |
| 42.         | Tyrkiet     |
| 43.         | Armenien    |
| 44.         | Irland      |
| 45.         | Luxembourg  |